# Osamu Naito
Osamu Naito (japanisch 内藤 修 Naito Osamu; * 14. April 1949 in Usuda; † 22. Oktober 2016) war ein japanischer Eisschnellläufer.
Naito, der an der Nihon-Universität studierte, nahm von 1966 bis 1977 an nationalen Wettbewerben teil und wurde dabei im Jahr 1975 japanischer Meister im Großen Vierkampf. Zudem errang er bei japanischen Meisterschaften jeweils einmal den dritten und zweiten Platz. International startete er erstmals bei der Winter-Universiade 1970 in Rovaniemi, wo er den achten Platz über 5000 m errang. Zudem gewann er dort die Bronzemedaille über 10.000 m. In den folgenden Jahren lief er bei der Mehrkampf-Weltmeisterschaft 1971 in Göteborg auf den 15. Platz im Großen Vierkampf und bei den Olympischen Winterspielen 1972 in Sapporo auf den 16. Platz über 5000 m sowie auf den 12. Rang über 10.000 m. Letztmals international startete er bei der Winter-Universiade 1972 in Lake Placid, wo er den 17. Platz über 1500 m und den 12. Platz über 3000 m errang.

## Persönliche Bestleistungen
| Disziplin | Zeit        | Datum             | Ort         |
| --------- | ----------- | ----------------- | ----------- |
| 500 m     | 41,1 s      | 14. Januar 1976   | Fujiyoshida |
| 1000 m    | 1:22,2 min  | 14. Januar 1976   | Fujiyoshida |
| 1500 m    | 2:06,4 min  | 22. Januar 1972   | Matsumoto   |
| 3000 m    | 4:20,2 min  | 13. März 1971     | Matsumoto   |
| 5000 m    | 7:35,0 min  | 25. Dezember 1970 | Mizunami    |
| 10.000 m  | 15:36,1 min | 7. März 1970      | Inzell      |